# Cris Montes
Cristian Montes López (Santa Cruz de Tenerife, 10 de agosto de 1997), más conocido como Cris Montes, es un futbolista español que juega como centrocampista en el Unión Española de la Primera División de Chile.

## Trayectoria
Nacido en Santa Cruz de Tenerife, Cris se formó en la cantera del Real Sporting de Gijón en el que tras jugar en categoría juvenil, en 2016 llegaría a su filial, el Real Sporting de Gijón "B" de la Segunda División B de España. El 7 de febrero de 2016 debutó con el filial, en una derrota por 1-0 ante el Racing de Ferrol. El 13 de marzo de 2016, marcó su primer gol con el club en la victoria por 2-1 sobre la Unión Deportiva Logroñés. Comenzaría la temporada 2016-17, en las filas del Real Sporting de Gijón "B" de la Tercera División de España, pero el 13 de enero de 2017, firma por el Club Deportivo Lealtad de la Segunda División B de España en calidad de cedido hasta el final de la temporada. El 12 de julio de 2017, fue cedido nuevamente, esta vez al Unión Popular de Langreo de la Tercera División de España, donde anotó 25 goles en 32 partidos.
Tras finalizar su cesión y no contar en los planes del primer equipo de Gijón, el 31 de julio de 2018, Montes firmó por el AC Omonia Nicosia de la Primera División de Chipre por tres temporadas.
El 6 de agosto de 2019, es cedido al CF Badalona de la Segunda División B de España.
El 12 de septiembre de 2020, vuelve a ser cedido, esta vez al Nea Salamina Famagusta de Fútbol de la Primera División de Chipre durante cuatro meses.
El 24 de diciembre de 2020, tras finalizar su contrato con el AC Omonia Nicosia, firma por el Unionistas CF de la Segunda División B de España.
En la temporada 2021-22, formaría parte del conjunto salmantino en la Primera División RFEF, donde marca 6 goles en 35 partidos.
El 28 de junio de 2022, firma por el CD Eldense de la Primera División RFEF.
El 25 de junio de 2023, asciende a la Segunda División de España con el CD Eldense.

## Clubes
| Club                                        | País   | Periodo   | Partidos (goles) |
| ------------------------------------------- | ------ | --------- | ---------------- |
| Real Sporting de Gijón "B"                  | España | 2016-2018 | 8 (1)            |
| → CD Lealtad (cedido)                       | España | 2017      | 7 (0)            |
| UP Langreo                                  | España | 2017-2018 | 45 (25)          |
| AC Omonia Nicosia                           | Chipre | 2018-2021 | 21 (2)           |
| → CF Badalona (cedido)                      | España | 2019-2020 | 30 (5)           |
| → Nea Salamina Famagusta de Fútbol (cedido) | Chipre | 2020      | 6 (0)            |
| Unionistas CF                               | España | 2021-2022 | 51 (7)           |
| CD Eldense                                  | España | 2022-2024 | 41 (7)           |
| Unión Española                              | Chile  | 2025-Act. |                  |